# Перелік антарктичних експедицій

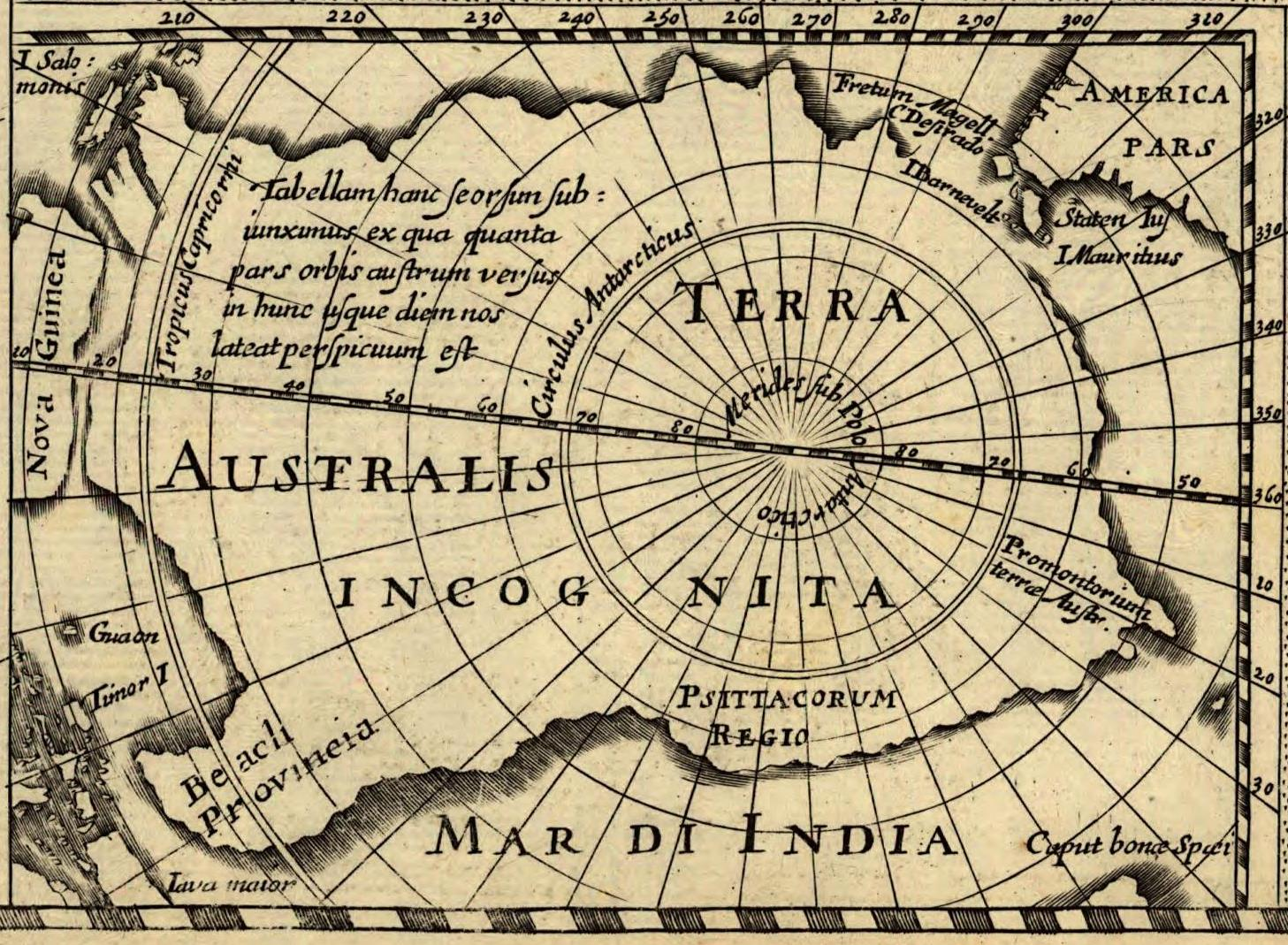
Невідома Південна Земля

Перелік антарктичних експедицій — це хронологічний список подорожей, які стосуються Антарктиди. Хоча про існування південного континенту було висунуто гіпотезу ще в І столітті нашої ери в працях Птолемея, однак Південний полюс до 1911 року був недосяжним.

## Додослідницькі теорії
- 600 до н. е. — 300 до н. е. — грецькі філософи вперше висувають гіпотези про сферичність Землі та існування двох географічних полюсів.
- 150 р. Н. Е. — Птолемей у своєму трактаті Geographia, опублікував думку, де відзначається Terra Australis Incognita.

## Перші експедиції на південь
- VII століття — Уї-те-Рангіора стверджував, що бачив південні крижані поля.
- XIII століття — Полінезійці поселяють Оклендські острови (50° S)[1][2][3][4]
- 1487 - Бартоломео Діас перетинає 40-ву південну паралель.
- 1501–1502 - Гонсало Коельо та Амеріго Веспуччі потенційно пливуть до (52° S)
- 1522 - Фердинанд Магеллан - під час першої Навколосвітньої подорожі відкриває Магелланову протоку (54° S)
- 1578 - Френсіс Дрейк стверджує, що відкрив океан на південь від Південної Америки та "Острів Елізабет"[5] Протока, яку виявив Дрейк, отримала його ім'я.
- 1599 - Дірк Герріц Помп - імовірно допливає до (64° S)
- 1603 - Габріель де Кастілья - імовірно пливе до (64° S)
- 1615 р. - Якоб ле Мейр та Віллем Шутен першими пропливли навколо мису Хорн хрест (56 °   S)
- 1619 - Експедиція Гарсія-де-Нодаль огинає Вогняну Землю і відкриває острови Дієго-Рамірес (56° 30′ 0″ S, 68° 43′ 0″ W.).
- 1643 - Голландська експедиція до Вальдівії - північні вітри підштовхують експедицію на південь, як 61 ° 59 с.  Експедиція спростовує думки, що Ісла-де-лос-Естадос входив до «Тера Австраліс».[6][7][8]
- 1675 - Де Ла Роше виявляє Південна Георгія ( 54°15′00″ пд. ш. 36°45′00″ зх. д. / 54.25000° пд. ш. 36.75000° зх. д.), виявили першу в історії землю від Антарктичної конвергенції
- 1698–1699 - Едмонд Галлі пливе до (52 °)   S)
- 1720 - Капітан Джордж Шельвоке - пливе до (61 °)   30 ′   S)
- 1739 - Жан-Батист Чарльз Буве де Лозьєр - виявляє Буве ( 54°26′ пд. ш. 3°24′ сх. д. / 54.433° пд. ш. 3.400° сх. д. )
- 1771 - Джеймс Кук - експедиція М.М. Барка
- 1771-1772 - Перша французька антарктична експедиція[9] - під керівництвом Ів-Йозеф де Кергелен-Тремарек виявляє Кергелен ( 49°15′ пд. ш. 69°35′ сх. д. / 49.250° пд. ш. 69.583° сх. д. )
- 1772–1775 - Джеймс Кук на кораблі HMS Resolution виконав завдання адміралтейства з дослідження Terra Australis, окреслив своїм маршрутом білу пляму майбутньої Антарктиди. Перетинав Антарктичне коло у січні 1773 та грудні 1773 року. 30 січня 1774 року досяг 71 °   10 ′   S, що приблизно в 75 м.милях від материка, майбутньої Антарктиди. Створив морську карту, яку враховував Ф. Фон Беллінсгаузен. На ній вказав чимало зон із крижаними "горами" та гігантськими крижаними островами, чи суцільною кригою.

## XIX століття

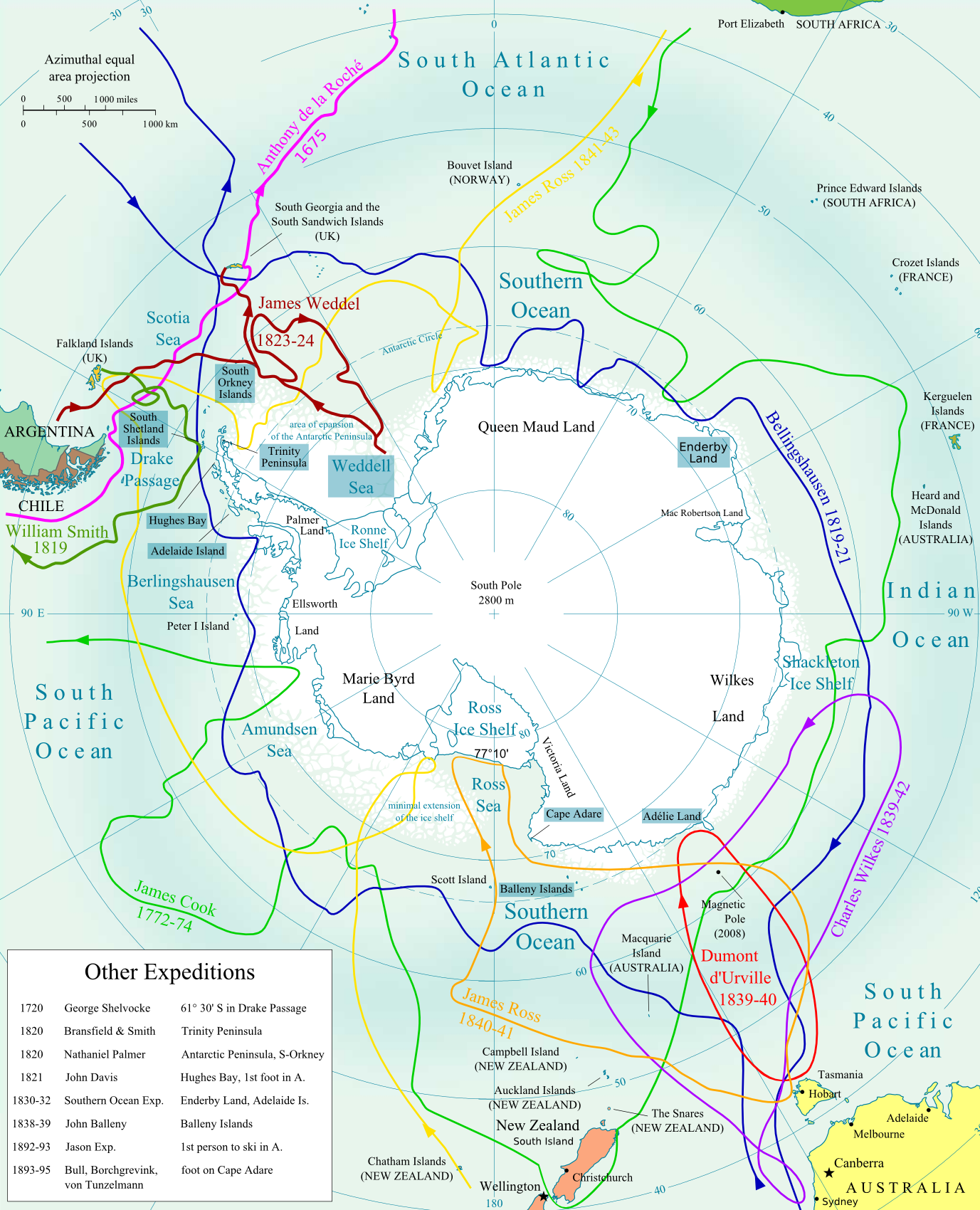
Експедиції в Антарктиді до епохи розвідки Антарктики, 1897 рік

- 1780...1839 – Американські та британські китобої роблять випадкові відкриття.
- 1819 – Вільям Сміт відкриває Південні Шетландські острови (62°00′ пд. ш. 058°00′ зх. д. / 62.000° пд. ш. 58.000° зх. д.), перша земля виявлена на південь від 60 ° південної широти.
- 1819 – Вільям Сміт знаходить уламки іспанського фрегата Сан-Тельмо на острові Лівінгстон.
- 1819–1821 – Беллінсгаузен фон, Фабіан Готліб і Лазарєв Михайло Петрович, майбутні адмірали, під час Першої експедиції флоту Російської імперії до Південного полюса (16 с.с.) 28 січня 1820 р. були зупинені кригою в сотні кілометрів від суші, майбутніх Берегів Принцеси Марти. У наш час - це акваторія постійного виносу і скупчення уламків льодовиків, у т.ч. Trolltunga, Fimbulnes, Jutulstrumen. В офіційному звіті експедиції, у доповідних капітана морському міністрові, у доповіді міністра імператорові, день 16 січня (с.с.) ніяк не виокремлено, так само, як і в спеціальному атласі карт і рисунків. Через рік, у січні 1821 року, мандрівники побачили і офіційно відкрили (нанесли на карту) о.Петра I та о.Олександра I, тобто землі у складі островів майбутньої Антарктиди. Ф. фон Беллінсгаузен, М. Лазарєв та зо дві сотні моряків стали співвідкривачами майбутнього континенту. В їх числі був й виходець з України, Іван Завадовський, на честь якого пізніше був названий острів.
- 1820 – Едвард Бренсфілд з Вільямом Смітом, основним співвласником бригу "Вільямс", і, одночасно, "пілотом" - 29-30 січня 1820 року відкрили береги декількох островів і півострів Триніті (63 ° 37 ′ пд. Ш. 058 ° 20 ′ зх. Д.).
- 1820 – Натаніел Палмер проходив на виду у півострова Трініті, що буде частиною майбутньої Антарктиди. Це  відбулось 17 листопада 1820 року.
- 1821 – Джордж Пауелл, британський мореплавець, та Натаніель Б. Палмер, американський мореплавець, відкривають для себе острови Південні Оркней. Пауелл додає їх до англійських володінь.
- 1821 – Джон Девіс - 7 лютого 1821 р. оскаржив претензію права першої ноги на Антарктиді в бухті Х'юз (64 ° 13 ′ пд. Ш. 61 ° 20 ′ зх. Д.)
- 1823–1824 – Джеймс Ведделл відкриває море Ведделла; - 20 лютого 1823 р. Його корабель Джейн (160 тонн) досяг нового найдальшого півдня від 74 ° 15 'ю.ш. (74 ° 15' пд. Ш. 30 ° 12 'зх. Д.)
- 1830–1833 – Експедиція «Південний океан» під керівництвом Джона Біско, англійського мореплавця; об'їжджає континент, ступає на острів Анверс, назви та прибудови Грехам-Ленд, виявляє острови Біско, острів Куін-Аделаїда (67.25 ° пд. ш. 68.5 ° зх. д.) і видовища Ендербі-ланд (67 ° 30 ′ пд. ш.). 53 ° 00 ′ сх. Д.)
- 1837–1840 - Друга Французька антарктична експедиція - під керівництвом Жуля Дюмона д'Урвіля; виявляє Аделі Ленд і ступає на острівець архіпелагу Геологія (66 ° 36′19 ″ пд. ш. 140 ° 04′00 ″ сх. д.) в 4 км від материка, щоб взяти мінеральні та тваринні проби (66 ° З)
- 1838–1839 - Джон Баллен відкриває острови Баллені (66 ° 55 'пд. Ш. 163 ° 45' ш. Д.)
- 1838–1842 рр. - дослідницька експедиція Сполучених Штатів - під керівництвом Чарльза Вілкса на Антарктичний півострів (69 ° 30 'пд. Ш. 065 ° 00' зх. Д.) Та східну Антарктиду; виявляє "Бар'єр припинення" ("Крижаний шельф Шеклтона")
- 1839–1843 - експедиція Джеймса Кларка Росса з 1839 по 1843 рік відкрила льодовий шельф Росса, море Росса, гору Еребус, гору Терор і Вікторію Ленд; 23 січня 1842 р. продовжила рух до Найдальшого Півдня 78 ° 10 ′ с
- 1851–1853 - Меркатор Купер приземлився на узбережжя Оутса, що, напевне, є першим адекватно задокументованим десантом на материк Антарктиди.
- 1872–1876 - HMS під капітаном Джорджем С. Наресом стає першим пароплавом, який перетнув Антарктичний круг; знову відкриває дослідження океанографії в регіоні після 30-річної перерви[10].
- 1892–1893 - Карл Антон Ларсен очолив першу норвезьку експедицію в Антарктиду на борту корабля Джейсон. Ларсен став першою людиною, що катався на лижах в Антарктиді, де на його честь назвали льодовий шельф Ларсена.
- 1892–1893 - Експедиція китобійного спорядження Данді відкриє острів Данді (63 ° 30 ′ пд. Ш. 055 ° 55 ′ зх. Д.)  1893–1894 - Карл Антон Ларсен очолив другу норвезьку експедицію в Антарктиду
- 1893–1895 - Генрік Булл, Карстенс Борхгревінк та Олександр фон Тунзельманн - ступили на Антарктиду на мисі Адер.
- 1897–1899 - Бельгійська антарктична експедиція - керівник Адріан де Герлаш; Перша зима в Антарктиді
- 1898–1900 - Південна хрестова експедиція, Карстен Борхгревінк - пливе до мису Адер, зимує на Антарктиді і 16 лютого 1900 р. Досягає найдальшого Півдня при температурі 78 ° 50 ′ с.

## XX століття
- 1901–1904 – Експедиція на "Діскавері" – на чолі з Робертом Фолконом Скоттом 30 грудня 1903 р. досягла (82° 17′S)
- 1901–1903 – Експедиція Гаусса (або Перша німецька антарктична експедиція) - керівник Еріх фон Дригальський
- 1901–1903 – Шведська антарктична експедиція - очолює Отто Норденскьольд з капітаном Карлом Антоном Ларсеном.
- 1902–1904 – Шотландська національна антарктична експедиція - очолює Вільям Спіріс Брюс
- 1903–1905 —` Третя французька антарктична експедиція — очолює Жан-Батист Шарко.
- 1907–1909 – Британська антарктична експедиція (1907—1909) – 9 січня 1909 року, Ернест Шеклтон досяг 88° 23 ′S (Найдальший Південь), а 16 січня 1909 р. професор Еджворт Девід дійшов до Південного магнітного полюсу на (72°25′ пд. ш. 155°16′ сх. д. / 72.417° пд. ш. 155.267° сх. д.) (середня позиція)
- 1908–1910 – Четверта французька антарктична експедиція - очолює Жан-Батист Шарко
- 1910–1912 – Японська антарктична експедиція - під керівництвом Сірасе Нобу
- 1910–1912 – Норвезька антарктична експедиція (1910—1912) очолювана Руалем Амундсеном 14 грудня 1911 року дійшла до Південного полюсу (90° S)
- 1910–1913 –Експедиція на «Терра Нова» – 17 січня 1912 року, Роберт Фолкон Скоттt, дійшли до Південного полюсу (90° S)
- 1911–1913 – Друга німецька антарктична експедиція під керівництвом Вільгельма Фільхнера.
- 1911–1914 – Australasian Antarctic Expedition – led by Douglas Mawson
- 1914–1916 – Imperial Trans-Antarctic Expedition – led by Ernest Shackleton
- 1914–1917 – Партія забезпечення, яка бере участь в експедиції на витривалість.Очолював Еней Макінтош, який згодом пропав безвісти.
- 1920–1922 – Британська експедиція на Ґрем – британська експедиція до Земля Ґреяма очолював Джон Лаклан Коуп.
- 1921–1922 – Експедиція Шеклтона — Роветта – на чолі з Ернестом Шеклтоном– остання експедиція з Героїчної доби дослідження Антарктики.
- 1929–1931 – Британські австралійські та новозеландські дослідницькі експедиції з Антарктики(БАНЗАРЕ) - очолював Дуглас Моусон
- 1928–1930 – Річард Берд– Перша експедиція.
- 1931 – H. Halvorsen – виявив Берег Принцеси Астрід.
- 1931 – Яльмар Рісер-Ларсен - пролетів над Антарктидою, виявив Берег Принца Олафа.
- 1933–1935 – Річард Берд – Друга експедиція
- 1933–1939 – Лінкольн Елсворт – Антарктична авіаційна експедиція Лінкольна Елсворта (1933-1939).
- 1934–1937 – Британська експедиція на Землі Грем (BGLE) – на чолі з Джоном Райміллом.
- 1936 – Ларс Крістенсен - підняв норвезький прапор над узбережжям принца Гаральда.
- 1938 – Третя німецька антарктична експедиція (Нова Швабія) заявлена на Третій Рейх – під керівництвом капітана Альфреда Річера.
- 1939–1941 – Експедиція антарктичної служби США – керівник Річард Берд (Третя експедиція Берда).
- 1943–1945 – Операція «Табарін» - керівник лейтенант Джеймс Марр.
- 1946–1947 – Операція Highjump (1946 - 1947)– керівник Річард Берд (Четверта експедиція Берда).
- 1947 – Перша чилійська антарктична експедиція.
- 1947–1948 – Операція Вітряк - очолює командувач Джеральд Кетчум.
- 1947–1948 – Антарктична дослідна експедиція Рона - керівник Фінн Ронне.
- 1949–1950 – Аделі-Ленд, корабель "Комендант Шарко" - на чолі з Мішелем Барре.
- 1949–1952 – Норвезько-британсько-шведська антарктична експедиція - очолює Джон Шджельдерпуп Гівер.
- 1954 – Встановлено Моусон (антарктична станція).
- 1955–1956 – Операція Deep Freeze - керівник Річард Евелін Берд (п'ята експедиція Берда).
- 1955–1957 – Повітряний обліт від Фолкленд-Айленду під керівництвом P G Mott.
- 1955–1957 – 1-а Радянська антарктична експедиція – lпід керівництвом Сомова Михайла Михайловича.
- 1956 - Створена станція Амундсен – Скотт на Південному полюсі
- 1956–1958 – Трансантарктична експедиція Британської Співдружності (Commonwealth Trans-Antarctic Expedition) – під керівництвом Вівіана Фукса та Едмунда Гілларі.
- 1956–1958 – 2-а Радянська антарктична експедиція - очолював Трьошников Олексій Федорович.
- 1957–1958 – Міжнародний геофізичний рік.
- 1957–1958 – Антарктична експедиція Геологічної служби Нової Зеландії.
- 1957 – Скотт (антарктична станція) — встановлено.
- 1957–1958 – Експедиція Лунке.
- 1957–1959 – 3-я радянська антарктична експедиція - керівник Євген Толстиков.
- 1958–1959 – Антарктична експедиція Геологічної служби Нової Зеландії.
- 1958–1960 – 4-а Радянська антарктична експедиція - керівник Олександр Дралкін
- 1959–1961 – 5-а Радянська антарктична експедиція - керівник Євген Короткевич
- 1960 – Південноафриканська національна антарктична експедиція (SANAE)
- 1960–1962 – 6-а Радянська антарктична експедиція - керівник В. Дрицький
- 1961–1963 – 7-а Радянська антарктична експедиція - керівник Олександр Дралкін
- 1962–1962 – Прохід Востока - під керівництвом Австралійських національних дослідницьких експедицій по Антарктиці (ANARE)
- 1962–1964 – 8-а Радянська антарктична експедиція - очолював Сомов Михайло Михайлович.
- 1963–1965 – 9-а Радянська антарктична експедиція - очолили Михайло Сомов та Павло Сенько.
- 1964–1965 – Південний полюс - наземний траверз королеви Мод I
- 1964–1966 – 10-а Радянська антарктична експедиція - керівник М. Острекін, І. Петров
- 1965–1966 – Південний полюс - наземний обхід королеви Мод II
- 1965–1967 – 11-а Радянська антарктична експедиція - керівник Д. Максутов, Леонід Дубровін.
- 1965–1965 – Операція 90 - наземна аргентинська експедиція на Південний полюс під керівництвом коронеля Д. Хорхе Ліля.
- 1966–1968 – 12-та радянська антарктична експедиція - очолили Павло Сенько та Владислав Гербович
- 1966–1967 – Нова Зеландія Програми антарктичних досліджень "Ледєр Марінер Північна партія" - керівник Джон Е. С. Лоуренс
- 1967–1968 – Південний полюс - сухопутний траверз королеви Мод III.
- 1967–1969 рр. - 13 радянська антарктична експедиція - керівник Олексій Трешников
- 1968–1970 рр. - 14 радянська антарктична експедиція - очолював Д. Максутов, Ернст Кренкель.
- 1969–1970 - Новозеландська геологічна експедиція «Антарктична експедиція».
- 1969–1971 рр. - 15 радянська антарктична експедиція - керівник Павло Сенько та Владислав Гербович
- 1970–1972 - XVI Радянська антарктична експедиція - керівник І. Петров та Юрій Тарбеєв
- 1971–1973 - XVII Антарктична експедиція - керівник Євген Короткевич, В. Авер’янов
- 1972–1974 - 18 радянська антарктична експедиція - керівник Павло Сенько
- 1973–1975 рр. - ХІХ Радянська антарктична експедиція - керівник Д. Максутов, В. Ігнатов
- 1974–1976 - ХХ радянська антарктична експедиція - керівник В. Сердюков, Н. Корнілов
- 1975–1977 - 21 радянська антарктична експедиція - керівник О. Седов, Г. Бардін
- 1976–1978 - 22 радянська антарктична експедиція - керівник Н. Тябін, Леонід Дубровін
- 1977–1979 - 23-я Радянська антарктична експедиція - керівник В. Сердюков, О. Седов
- 1978–1980 рр. - 24 радянська антарктична експедиція - керівник А. Артемєєв, О. Седов
- 1979 - Повітряний політ Нової Зеландії 901 - авіакатастрофа.
- 1979–1980 - 25 радянська антарктична експедиція - керівник Н. Корнілов, Н. Тябін
- 1980–1981 - Трансглобальна експедиція керівник Ренальф Файнс.
- 1980–1982 - 26 радянська антарктична експедиція - керівник В. Сердюков, В. Шамонтьєв
- 1981–1983 - 27 радянська антарктична експедиція - під керівництвом Д. Максутова, Р. Галкіна
- 1981–1982 - Перша індійська експедиція в Антарктиду - керівник доктор Саєд Загор Касім
- 1982 - війна Фолклендських островів.
- 1982–1983 - Перша бразильська експедиція на Антарктиду.
- 1982–1983 - Друга індійська експедиція в Антарктиду - керівник В. К. Райна
- 1982–1984 - 28-я радянська антарктична експедиція - керівник Н. Корнілов, А. Артем'єв
- 1983–1985 - 29 радянська антарктична експедиція - керівник Н. Тябін, Л. Булатов
- 1983–1985 - Третя індійська експедиція в Антарктиду
- 1984–1987 рр. - Слідами Скотта - керівник Роберт Суон
- 1984–1985 - Перша уругвайська антарктична експедиція - Антаркос, яку я очолив підполковник Омар Порсюнкула
- 1984–1986 - 30-я радянська антарктична експедиція - керівник Д. Максутов, Р. Галкін
- 1985–1987 - 31-я Радянська антарктична експедиція - керівник Н. Тябін, В. Дубовцев
- 1986–1988 - 32-я радянська антарктична експедиція - керівник В. Клоков, В. Вовк
- 1987 - Айсберг B-9.
- 1987–1989 - 33-я Радянська антарктична експедиція - керівник Н. А. Корнілов, Ю.А. Хабаров
- 1987–1988 - Перша болгарська антарктична експедиція - створена база св. Климента Охридського.
- 1988–1990 - 34-а Радянська антарктична експедиція - керівник С.М. Пряміков, Л.В. Булатов
- 1988–1989 - Південний полюс Оверленд. Патріот-Хіллз до Південного полюса. Перша комерційна лижна експедиція на Південний полюс. 1200 км, 50 днів - веде Мартін Вільямс.
- 1989–1990 - перехід Антарктики пішки Рейнгольда Месснера та Арведа Фукса. 2800 км. 92 дні.
- 1989–1990 - 1990 рр. Міжнародна трансантарктична експедиція - під керівництвом американця Вілла Штегера та француза Жана-Луї Етьєна, перший немеханізований переїзд - 6211 км, 220 днів
- 1989–1991 - 35-я Радянська антарктична експедиція - керівник В.М. Пігузов
- 1990 - 1-а Північнокорейська антарктична експедиція
- 1990 - Траверсна гірськолижна експедиція Snotsicle - Південний полюс до внутрішнього краю Росса через льодовик Скотта. 9 611 км за 35 днів - під керівництвом Мартіна Вільямса
- 1990–1991 - ІІ Північнокорейська антарктична експедиція[11].
- 1991–1992 - 36-а радянська антарктична експедиція - керівник Лев Саватюгін.
- 1992–1993 - Американська антарктична експедиція для жінок - AWE. Перша команда жінок, що катаються на Південному полюсі: Енн Банкрофт, Сунніва Сорбі, Енн ДальВера, Сью Гіллер - 67 днів
- 1992–1993 - Британський Полярний Плод - під керівництвом Ранульфа Фіенна з Майком Стройдом (лікарем), першою експедицією, яка не допомагала на лижах, перетинаючи континент, (2173 км за 95 днів)
- 1992–1993 рр. - Ерлінг Кагге (Норвегія), перша допомога та перша сольна експедиція на Південний полюс на лижах (1310 км за 53 дні)
- 1992–1993 рр. - Антарктична екологічна дослідницька експедиція - керівник Кенджі Йошикава.
- 1994 - Лів Арнесен (Норвегія), перша жінка, яка не допомагала лижам на Південний полюс, (1200 км за 50 днів)
- 1994 - Катон Захл Педерсен (Норвегія) стає першою людиною без зброї, що катається на Південному полюсі (1400 км від острова Беркнер) разом з Ларсом Еббесеном та Оддом Харальдом Хаге
- 1995 р. - "Полюс у поляків" - сольна експедиція Марека Каміньського на Південний полюс з острова Беркнер (1400 км за 53 дні);
- 1995–1996 - експедиція Бернарда Воєра та Т’єррі Петрі на лижах на Південний полюс
- 1996 - відкрито озеро Восток
- 1996–1997 - «Соло Транс-Антарктида» - Марек Камінський здійснив спробу солоного переходу Антарктиди (1450 км);
- 1996–1997 - Перша особа Борже Осланд (Норвегія), яка подорожувала по Антарктиді сольно. Переправа проходила від узбережжя до узбережжя, від острова Беркнер до моря Росса, і не підтримувалася (без поправок). Він використовував змій як тягу для частин експедиції. 63 дні, 3000 км
- 1997–1998 - Пітер Треседер, Кіт Вільямс та Іан Браун стали першими австралійцями, які каталися на лижах без підтримки (без вітрила) до Південного географічного полюса, 1317 км за 59 днів від острова Беркнер, 2Nov-31Dec, вилетівши ANI.
- 1998–1999 - Ерік Філіпс, Джон Муїр та Пітер Хілларі піонером новий маршрут з острова Росса до Південного полюса через гори Трансантарктики через льодовики Шеклетон та Заневельд. Експедиція охоплює 1425 км за 84 дні, починаючи з 4 листопада 1998 року і прибувши 26 січня 1999 року.

## XXI століття
- 2000–2001 рр. - норвежець Лів Арнесен та американка Енн Банкрофт перейшли Антарктиду на лижному вітрилі 13 листопада, досягнувши після 94 днів експедиції МакМурдо, проїжджаючи через Південний полюс.
- 2001–2002 рр. - перша і найдовша експедиція на морській байдарці новозеландців Грехама Чарльза, Маркуса Уотерса і Марка Джонса, за 35 днів. Гребля, що не підтримувалась від Бей Хоуп до острова Аделаїда.
- 2004 р. - Перша в історії Шотландська експедиція на Південний полюс розпочалася в жовтні 2004 року - через століття після історичної експедиції під керівництвом Вільяма Спіріса Брюса, «невідомого» дослідника Едінбурга, якого Крейг Маттісон вважає «справді найбільшим полярним дослідником усіх часів».
- 2004 - Разом до поляка - польська чотиримісна експедиція під керівництвом Марека Каміньського, з Яном Мелою (подвійним ампутованим підлітком, який того ж року дійшов і до Північного полюса)
- 2004–2005 - Чилійська експедиція на Південний полюс.
- 2004–2005 - Тангра 2004/05 створив Camp Academia.
- 2005 - Експедиція Ice Challenger вирушила на Південний полюс у шестиколісному транспортному засобі.
- 2005–2006 - Іспанська Трансантарктична експедиція під керівництвом Рамона Ларраменді досягла Південного полюсу недосяжності за допомогою кайт-саней.
- 2006 Hannah McKeand встановлює соло / непідтримуваний рекорд "узбережжя до полюса" за 39 днів, 9 годин та 33 хвилини[12]
- 2006–2007 – 57-денний лижний похід Дженні та Рей Жардін до Південного полюса[13]
- 2007 – Пат Фальві приводить ірландську команду до Південного полюсу, проїхавшись на лижах на 1140 км лише за кілька тижнів після завершення непідтримуваного лижного траверсу льодяної шапки Гренландії в серпні 2007 року на честь ірландських полярників, таких як Шекелтон та Том Крін. Клер О'Лірі стає першою ірландською жінкою, яка досягла Південного полюса.
- 2007–2008 - Норвезька-США. Науковий похід Східної Антарктиди.
- 2007–2008 - Антарктична експедиція британської армії 2007–2008
- 2008 - Тодд Кармайкл встановив рекорд соло / непідтримуваний берег до полюса за 39 днів, 7 годин та 49 хвилин [11]
- 2008 р. - перша венесуельська наукова експедиція до Антарктиди.
- 2008–2009 - Неможливий 2 можливий (i2P) квест Південного полюса Рея Захаба, Кевіна Валлелі та Річарда Вебера.
- 2009 - Азербайджанська наукова експедиція
- 2009 - Антарктична експедиція Касперського Співдружності, найбільша та міжнародна група жінок, що катаються на Південному полюсі.
- 2009 - Друга венесуельська наукова експедиція до Антарктиди.
- 2009–2010 рр. - Непідтримуваний / непідтримуваний гірськолижний траверс Антарктиди від острова Беркнер до південного полюса до моря Росса Сесілі Ског та Райан Вотерс.
- 2010 р. - Трансантарктичний переїзд Moon Regan, перший колісний трансантарктичний перехід та перший транспортний засіб на біопаливі для подорожі до Південного полюса.
- 2010 - Третя венесуельська наукова експедиція до Антарктиди.
- 2011 р. - четверта венесуельська наукова експедиція до Антарктиди.
- 2011–2012 рр. - від Новолазаревської до полюса недоступності від Південного полюса до входу Геркулеса Себастьяном Копеландам та Еріком Макнером Лендрі повітряними зміями та лижами. [12]
- 2011–2012 рр. - Сторічна гонка Скотта Амундсена - Генрі Ворслі та Луї Радд катаються на гірських лижах 800 миль, не підтримуючи оригінальний маршрут Амундсена від китової бухти до Акселя Гейберга до змагань з Марком Лангріджем, Віка Вікарі та Кевом Джонсоном, завершуючи оригінал капітана Скотта маршрут.
- 2011–2012 - Британська послуга «Антарктична експедиція 2012»
- 2011–2012 - Експедиція Рамона Ернандо де Ларраменді, Інуїт ВіндСлед. [13]
- 2012 рік - Фелісіті Астон стає першою людиною, яка сама катається на лижах по Антарктиді, використовуючи лише особисті сили м’язів, а також першою жінкою, яка сама перетинає Антарктиду. [14] [15] Її подорож розпочалася 25 листопада 2011 року на льодовику Леверетт і тривала 59 днів та відстань 1 084 милі (1744 кілометри) [16].
- 2012 р. - П'ята венесуельська наукова експедиція до Антарктиди.
- 2012–2013 - Аарон Лінсдау стає другим американцем, який займається лижним соломкою від входу Геркулеса до Південного полюса. Його початковий план полягав у тому, щоб здійснити зворотну поїздку, але через низку проблем, як і всі інші експедиції цього року, не вдалося здійснити подорож назад. [17]
- 2012 - Ерік Ларсен намагається їздити на велосипеді від узбережжя до Південного полюса. Виконує чверть відстані.
- 2012 - Грант Корган стає першою людиною з травмою спинного мозку, який буквально «підштовхується» до географічного Південного полюсу! [18] [19] [20] [21] [22]
- 2012–2013 рр. - Столітня експедиція Шеклтона про повторне проведення подорожі Джеймса Керда на борту репліки Олександри Шеклтон. Шість британських та австралійських дослідників завершили "подвійну подорож" 10 лютого 2013 року після проїзду 800 км від острова Слон до Південної Джорджії та гірського переходу.
- 2013 - Шоста венесуельська наукова експедиція до Антарктиди.
- 2013–2014 - Бен Сондерс і Тарка Лерпіньєр вперше завершили експедицію «Тера Нова», яку вперше здійснив Роберт Сокіл Скотт у січні 1912 року. Їх повернення на південний полюс за 1801 миль - найдовший полярний подорож пішки. [23]
- 2013 р. - Паркер Ліуто та Дуглас Ступ намагалися в грудні 2013 року експедицією Willis Resilience [24] встановити рекорд швидкості «узбережжя до полюса» [25], досягнувши географічного Південного полюса на лижах у найшвидші милі за годину, зафіксовані з інтер'єру старту континенту, за ним рухається допоміжний автомобіль.
- 2013 рік - Ентоні Джінман піде на соло на Південний полюс для місії викладачів Південного полюсу ETE 2013 року, під час якої він буде щоденно контактувати зі школярами з усієї Великої Британії та зніматиме фільми, використовуючи перші у світі польоти безпілотників на Південному полюсі.
- 2013 - Марія Лейєрштам стає першою людиною, яка проїхала від узбережжя Антарктики до Південного полюса. Вона також встановила рекорд швидкості роботи на людині за 10 днів, 14 годин і 56 хвилин.
- 2013–2014 рр. - Льюїс Кларк (вік 16 років та 61 день) під керівництвом Карла Алві (віком 30 років) став наймолодшою людиною, яка подорожувала від узбережжя Антарктики в в'їзді Геркулеса до Південного полюса. Його експедиція була на підтримку довіри принца, а його досягнення визнані рекордами Гіннеса.
- 2013–2014 - Подружня пара Крістін (Кріс) Фаган та Марті Фаган стали першою американською подружньою парою (та другою подружньою парою в історії), яка здійснила повну непідтримувану, непідтримувану, катання на лижах від узбережжя Антарктики до Південного полюса. Вони приєднуються трохи більше 100 людей в історії, які подорожували таким чином на Південний полюс. Їх експедиція зайняла 48 днів. Їх досягнення визнані рекордами Гіннеса.
- 2013–2014 - Даніель П. Бертон завершує перший велосипедний пробіг від узбережжя до Південного полюса.
- 2013–2014 - Кріс Терні очолив експедицію під назвою «Дух Моусона», спрямовану на висвітлення зниження морського льоду через зміни клімату. Експедиція була припинена, коли її російський корабель застряг у незвично великій кількості морського льоду.
- 2013. - 201 грудня У 2013 році команда "Експедиції 7" під керівництвом Скотта Брейді здійснила успішний перехід на схід-захід на чотириколісних транспортних засобах від Новолазаревської до льодового шельфу Росса через станцію Південний полюс Скотт-Амундсен. Логістичний план експедицій 7 включав надання допомоги експедиції «Ходьба з пораненими», яка була необхідна на широті 88 ° пд. З льодового шельфу Росса команда Expeditions 7 повернулася в Новолазаревську тим же маршрутом.
- 2015–2016 - Люк Робертсон (Велика Британія) стає першим шотландцем - і першою людиною зі штучним кардіостимулятором - на лижних соло, непідтримуваних (без повторних поставок) та без допомоги (без котингу) від узбережжя Антарктиди (Геркулес-Інлет) на південь Полюс.
- 2015–2016 - Генрі Ворслі загинув під час спроби здійснити перший сольний та бездоганний перехід Антарктики.
- 2016–2017 - Мальгожата Войтачка - 52-річна польська, через 69 днів закінчує експедицію без підтримки, що не підтримується, від Геркулеса до входу на Південний полюс.
- 2016–2017 рр. - Spear17, команда шести чоловік з резервів британської армії успішно завершила повний проїзд Антарктиди. Вони вирушили 16 листопада з Геркулеса Інлета, прибули на Південний полюс на Різдво і завершили повний хід, досягнувши льодового шельфу Росса 20 січня 2017 року. Метою експедиції було підвищення статусу армійських резервістів та вшанувати пам'ять колеги-дослідника Генрі Ворслі. Команду очолив капітан Луї Радд, MBE
- 2016–2017 - Ерік Філіпс (гід), Кіт Тафлі та Роб Сміт проїхали новий маршрут на Південний полюс від льодового шельфа Росса через гори Трансантарктики за льодовиком Реді. Експедиція охоплює 605 км за 33 дні, починаючи з 8 грудня 2017 року та прибуваючи 10 січня 2017 року.
- 2016–2017 - 7 лютого Майк Хорн завершує перший в історії сольний, непідтримуваний траверс Антарктиди з півночі на південь від узбережжя принцеси Астрид (лат. -70.1015 лон 9.8249) до станції Дюмон Дюрвіль (лат. -66.6833, лон. 139.9167) через Південний полюс. Він прибув на полюс 7 лютого 2017 року. Загальна відстань 5100 км була пройдена, використовуючи кайт і лижі за 57 днів.
- 2016–2017 - Ерік Філіпс (гід), Хіт Джеймісон (путівник), Джейд Хамейстер, Пол Хамейстер та Мінг Д'Арсі катаються на новому маршруті до Південного полюса від льодового шельфа Росса через Трансантарктичні гори слідом за льодовиком Реді, а потім льодовиком Канзас. Експедиція охоплює 605 км за 33 дні, починаючи 6 грудня 2017 року та прибуваючи 11 січня 2018 року.
- 2017–2018 - Астрід Форхолд (Норвегія) за підтримки Яна Сверре Сіверцена пропускає небо найдовшою частиною оригінального маршруту Роалда Амундсена від китової бухти до Південного полюса. [Джерело?]
- 2018 рік - Колін О'Браді (США) завершив непідтримуваний (без запасів і крапель поставок) сольний переїзд Антарктиди (не враховуючи крижаних полиць). Він стартував у внутрішній частині наприкінці льодового шельфу Рона 3 листопада 2018 року, пройшов через Південний полюс і прибув у внутрішню частину на старті льодової шельфи Росса 26 грудня 2018 року. Луї Радд (Велика Британія), який стартував того ж дня, коли Брейді і пішов подібним маршрутом, завершив свій непідтримуваний сольний похід через два дні, прибувши до льодовикової шельфи Росса 28 грудня 2018 року
- 2018–2019 - 13 січня Матьє Тордеур (Франція) стає першим французьким та наймолодшим у світі (27 років і 40 днів), який займається лижними соло, непідтримуваними (без подачі) та без допомоги (без котингу) з узбережжя Антарктиди ( Вхід Геркулеса) на Південний полюс.
- 2019 - SD 1020, безпілотний наземний транспортний засіб (USV), розроблений британським інженером Річардом Дженкінсом з Saildrone, Inc. в Аламеді, Каліфорнія, завершив перше автономне кругообіг Антарктиди, пропливши через Південний океан за 196 днів 1322 км (Південний океан) , з 19 січня 2019 року по 3 серпня 2019 року. Транспортний засіб було розміщено та вивезено з пункту Бафф, Нова Зеландія.
- 2019 - Перший транзит (на греблях) через прохід Дрейка був здійснений 25 грудня 2019 року капітаном Фіаном Полом (Ісландія), першим товаришем Коліном О'Браді (США), Ендрю Таун (США), Камероном Белламі (Південна Африка), Джеймі Дуглас-Гамільтон (Велика Британія) та Джон Петерсен (США).
- 2019 - 2020 - 29-річна Моллі Х'юз досягла Південного полюсу, йдучи на лижах 58,5 днів[14], тягнучи всю їжу в санях під час свого самотнього походу по Антарктиді. Розпочала подорож від Геркулесового входу.

## Угоди
- 1959 р. - система Договору про Антарктику
- 1964 р. - Узгоджені заходи щодо збереження флори та фауни Антарктики
- 1978 р. - Конвенція про збереження антарктичних тюленів
- 1982 р. - Конвенція про збереження живих морських ресурсів Антарктики
- 1988 р. - Конвенція про регулювання діяльності антарктичних надр
- 1998 р. - Протокол про захист довкілля до Договору про Антарктику